# Echo Lake (meer in Washington)
Echo Lake is een meer in Shoreline in de staat Washington. Het meer heeft een oppervlakte van 4,8 hectare en heeft een maximale diepte van negen meter. In Echo Lake leven regenboogforellen.
Het meer werd van 1916 tot 1966 als recreatieplas gebruikt. Zo had Echo Lake toen een strand. Ook werd het meer toen in de winter als ijshockeveld gebruikt. Een klein deel van Echo Lake wordt nu omringd door het Echo Lake Park.
Het water van het meer heeft een redelijk goede waterkwaliteit en heeft vergeleken met andere stadsmeren weinig alkaliniteit. De concentratie fosfor in Echo Lake neemt echter toe.